# Bataille d'Aslanduz
Guerre russo-persane de 1804-1813
La bataille d'Aslanduz est livrée le 31 octobre 1812 pendant la guerre russo-persane de 1804-1813. Elle oppose une petite armée russe commandée par le général Piotr Kotliarevski  à 30 000 soldats persans sous les ordres d'Abbas Mirza. La bataille se déroule à Aslanduz, sur l'Araxe et se termine par la déroute des Persans, battus de manière décisive par les Russes malgré leur très grande infériorité numérique.